# 克蘭 (蒙大拿州)
克蘭（英語：Crane）是位於美國蒙大拿州里奇蘭縣的普查規定居民點。

## 歷史
克蘭的郵局自1910年營運至今。

## 人口
根據2020年美國人口普查的數據，克蘭的面積為6.55平方千米，當中陸地面積為6.53平方千米，而水域面積為0.02平方千米。當地共有人口91人，而人口密度為每平方千米13.89人。